# 피아노 삼중주 1번 (브람스)
피아노 삼중주 1번 B 장조, Op.8은 작곡가 요하네스 브람스가 스무 살이던 1854년 1월에 완성되어 1854년 11월에 출판되었고 1855년 10월 13일 단치히에서 초연되었다. 브람스는 1889년 여름에 이 작품의 개정판을 제작했는데 상당한 변경을 보여서 별개의 (네 번째) 피아노 트리오로 간주될 수도 있다. 그가 명명한 이 "신판"( Neue Ausgabe )은 1890년 1월 10일 부다페스트에서 초연되었고 1891년 2월에 출판되었다.
이 트리오는 피아노, 바이올린, 첼로를 위해 작곡되었으며, 오늘날 연주되는 것은 거의 항상 개정판이지만 오늘날 두 가지 출판된 버전으로 존재하는 브람스의 유일한 작품이다. 이 작품은 나장조 키에 두 개의 악장과 나단조에 두 개의 악장이 있다. 또한 장조로 시작하여 단조로 끝나는 몇 안 되는 다중 악장 작품 중 하나이다(또 다른 예는 펠릭스 멘델스존의 교향곡 4번 ).
이 삼중주는 네 가지 악장으로 구성된다.